# Стівен Райнпрехт
Стівен Райнпрехт (англ. Steven Reinprecht, нар. 7 травня 1976, Едмонтон) — канадський хокеїст, центральний нападник. Чемпіон світу 2003 року в складі збірної команди Канади.
Володар Кубка Стенлі.

## Ігрова кар'єра
Хокейну кар'єру розпочав 1996 року виступами за хокейну команду Університету Вісконсин-Медісон.
На правах вільного агента в 2000 перейшов до «Лос-Анджелес Кінгс». У середині сезону 2000/01 Стівен переходить до «Колорадо Аваланч», де стає володарем Кубка Стенлі.
Влітку 2003 укладає контракт з «Калгарі Флеймс». Останні чотири місяці він пропустив через травму. Під час локауту в наступному сезоні Райнпрехт виступає за французький клуб «Скорпіон де Мюлуз». Сезон 2005/06 він починає в складі «Флеймс», а 1 лютого 2006 під час великого обміну між «Калгарі» і «Фінікс Койотс», опиняється в складі «койотів». Окрім нього під обмін попали зокрема, Майк Леклерк і Браян Буше.

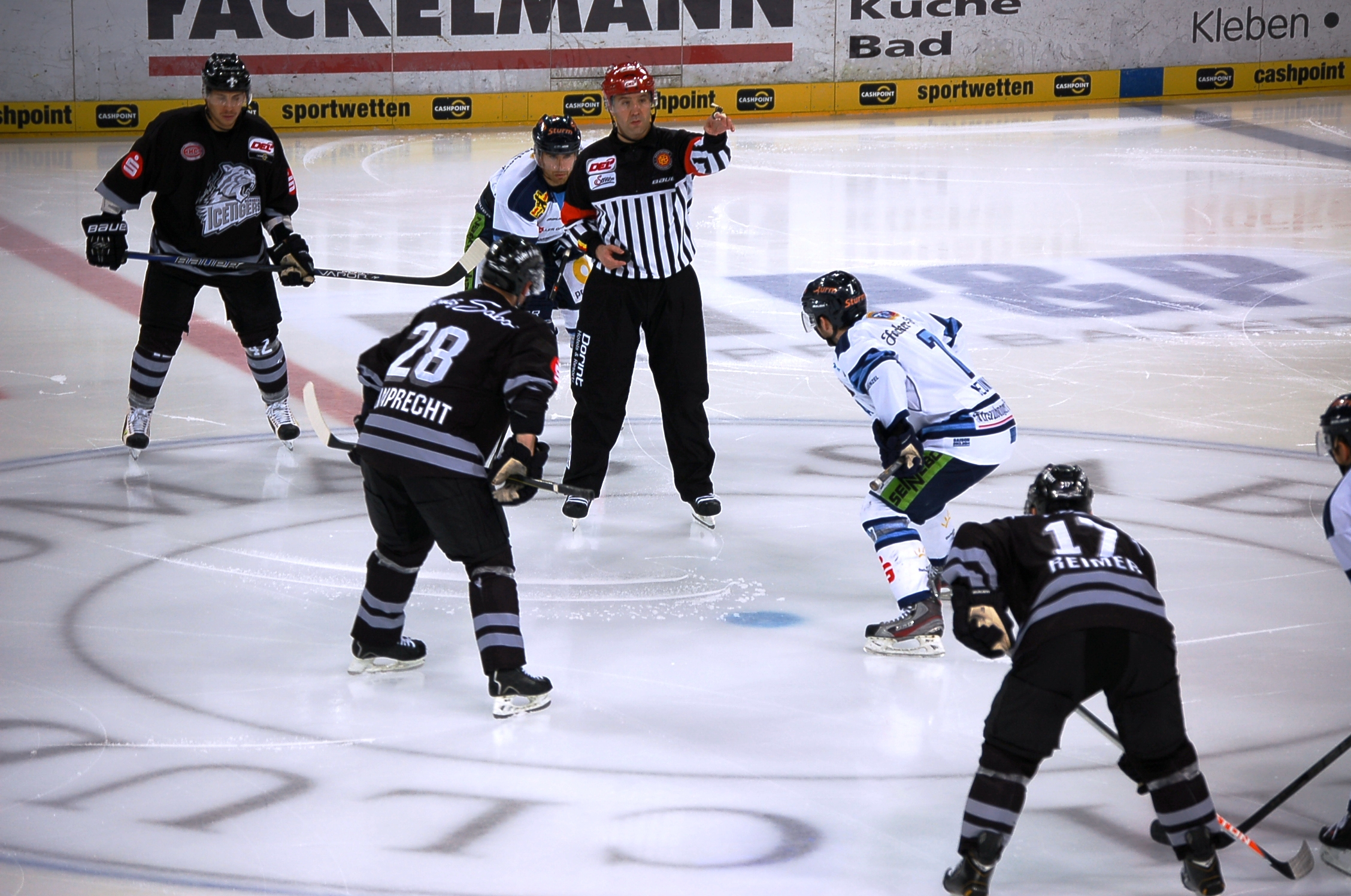
Стівен під час вкидання шайби в складі Томас Сабо Айс Тайгерс.

У складі «койотів» Стівен відіграв три сезони, а влітку 2009 вони його обміняли на гравця «Флорида Пантерс». 19 червня 2009, «пантери» підписали з Райнпрехтом трирічний контракт. Вже на другий сезон стівен потрапив до резервного складу, а 6 січня 2011 його віддали в оренду німецькому клубу «Адлер Мангейм». Свій останній сезон у складі «пантер», Стівен провів у командах АХЛ «Сан-Антоніо Ремпедж» і «Чикаго Вулвс», до складу останніх потрапив після обміну між «Флорида Пантерс» і «Ванкувер Канакс».
Влітку 2012, Стівен повертається до Німеччини, де укладає контракт з «Томас Сабо Айс Тайгерс» (ДХЛ). Туту він стає одним із найкращих форвардів, так у сезоні 2013/14 Райнпрехт другий в загальному заліку бомбардирів, а наступного сезону він очолює список бомбардирів за підсумками регулярного чемпіонату. У лютому 2016 Стівен продовжив термін дії контракту з клубом «Томас Сабо Айс Тайгерс» до завершення сезону 2016/17.

## Нагороди та досягнення
- Володар Кубка Стенлі в складі «Колорадо Аваланч» — 2001.
- Команда всіх зірок Ліги Магнуса — 2005.
- Найкращий бомбардир ДХЛ — 2015.

## Статистика

### Клубні виступи
| Сезон        | Клуб                          | Ліга         | Регулярний сезон | Регулярний сезон | Регулярний сезон | Регулярний сезон | Регулярний сезон | Плей-оф | Плей-оф | Плей-оф | Плей-оф | Плей-оф |
| Сезон        | Клуб                          | Ліга         | І                | Г                | П                | О                | ШХ               | І       | Г       | П       | О       | ШХ      |
| ------------ | ----------------------------- | ------------ | ---------------- | ---------------- | ---------------- | ---------------- | ---------------- | ------- | ------- | ------- | ------- | ------- |
| 1996–97      | Університет Вісконсин-Медісон | НКАА         | 38               | 11               | 9                | 20               | 12               | —       | —       | —       | —       | —       |
| 1997–98      | Університет Вісконсин-Медісон | НКАА         | 41               | 19               | 24               | 43               | 18               | —       | —       | —       | —       | —       |
| 1998–99      | Університет Вісконсин-Медісон | НКАА         | 38               | 16               | 17               | 33               | 14               | —       | —       | —       | —       | —       |
| 1999–00      | Університет Вісконсин-Медісон | НКАА         | 37               | 26               | 40               | 66               | 14               | —       | —       | —       | —       | —       |
| 1999–00      | «Лос-Анджелес Кінгс»          | НХЛ          | 1                | 0                | 0                | 0                | 2                | —       | —       | —       | —       | —       |
| 2000–01      | «Лос-Анджелес Кінгс»          | НХЛ          | 59               | 12               | 17               | 29               | 12               | —       | —       | —       | —       | —       |
| 2000–01      | «Колорадо Аваланч»            | НХЛ          | 21               | 3                | 4                | 7                | 2                | 22      | 2       | 3       | 5       | 2       |
| 2001–02      | «Колорадо Аваланч»            | НХЛ          | 67               | 19               | 27               | 46               | 18               | 21      | 7       | 5       | 12      | 8       |
| 2002–03      | «Колорадо Аваланч»            | НХЛ          | 77               | 18               | 33               | 51               | 18               | 7       | 1       | 2       | 3       | 0       |
| 2003–04      | «Калгарі Флеймс»              | НХЛ          | 44               | 7                | 22               | 29               | 4                | —       | —       | —       | —       | —       |
| 2004–05      | «Скорпіон де Мюлуз»           | Ліга Магнуса | 22               | 20               | 27               | 47               | 6                | 10      | 7       | 6       | 13      | 2       |
| 2005–06      | «Калгарі Флеймс»              | НХЛ          | 52               | 10               | 19               | 29               | 24               | —       | —       | —       | —       | —       |
| 2005–06      | «Фінікс Койотс»               | НХЛ          | 28               | 12               | 11               | 23               | 8                | —       | —       | —       | —       | —       |
| 2006–07      | «Фінікс Койотс»               | НХЛ          | 49               | 9                | 24               | 33               | 28               | —       | —       | —       | —       | —       |
| 2007–08      | «Фінікс Койотс»               | НХЛ          | 81               | 16               | 30               | 46               | 26               | —       | —       | —       | —       | —       |
| 2008–09      | «Фінікс Койотс»               | НХЛ          | 73               | 14               | 27               | 41               | 20               | —       | —       | —       | —       | —       |
| 2009–10      | «Флорида Пантерс»             | НХЛ          | 82               | 16               | 22               | 38               | 18               | —       | —       | —       | —       | —       |
| 2010–11      | «Флорида Пантерс»             | НХЛ          | 29               | 4                | 6                | 10               | 6                | —       | —       | —       | —       | —       |
| 2010–11      | «Адлер Мангейм»               | ДХЛ          | 18               | 4                | 9                | 13               | 2                | 6       | 1       | 2       | 3       | 2       |
| 2011–12      | «Сан-Антоніо Ремпедж»         | АХЛ          | 5                | 0                | 0                | 0                | 0                | —       | —       | —       | —       | —       |
| 2011–12      | «Чикаго Вулвс»                | АХЛ          | 57               | 13               | 30               | 43               | 14               | 4       | 2       | 1       | 3       | 2       |
| 2012–13      | «Томас Сабо Айс Тайгерс»      | ДХЛ          | 33               | 9                | 19               | 28               | 10               | 3       | 2       | 1       | 3       | 0       |
| 2013–14      | Томас Сабо Айс Тайгерс        | ДХЛ          | 49               | 27               | 43               | 70               | 12               | 6       | 0       | 4       | 4       | 16      |
| 2014–15      | Томас Сабо Айс Тайгерс        | ДХЛ          | 52               | 21               | 46               | 67               | 20               | 8       | 1       | 5       | 6       | 0       |
| 2015–16      | Томас Сабо Айс Тайгерс        | ДХЛ          | 46               | 19               | 36               | 55               | 6                | 12      | 3       | 5       | 8       | 4       |
| 2016–17      | Томас Сабо Айс Тайгерс        | ДХЛ          | 52               | 16               | 35               | 51               | 10               | 13      | 3       | 11      | 14      | 0       |
| 2017–18      | Томас Сабо Айс Тайгерс        | ДХЛ          | 28               | 9                | 10               | 19               | 4                | 11      | 2       | 1       | 3       | 0       |
| Усього в НХЛ | Усього в НХЛ                  | Усього в НХЛ | 663              | 140              | 242              | 382              | 186              | 50      | 10      | 10      | 20      | 10      |

### Збірна
| Рік                | Команда            | Турнір             | Місце              | І | Г | П | О | ШХ |
| ------------------ | ------------------ | ------------------ | ------------------ | - | - | - | - | -- |
| 2003               | Канада             | ЧС                 | 1                  | 8 | 0 | 6 | 6 | 2  |
| Національна збірна | Національна збірна | Національна збірна | Національна збірна | 8 | 0 | 6 | 6 | 2  |